# Битка при Верньой
Битката при Верньой (на френски: Bataille de Verneuil) е едно от най-ожесточените и кървави сражения от Стогодишната война. Тя затвърждава съзнанието, че англичаните са по-силният от противниците и че на този етап няма как да бъдат прогонени от Франция. Нещо повече, тя сериозно заплашва френските позиции на юг, където престолонаследникът Шарл (наричан просто „Дофинът“) се опитва да съхрани каузата на страната си.

## Предистория
След победата си при Азенкур през 1415 г. английският крал Хенри V постепенно поставя под контрола си северна Франция. Считайки се за законен наследник на френския трон, той убеждава стария и болен Шарл VI да подпише договора от Троа (1420 г.) С него дъщерята на краля му е обещана за жена и че когато Шарл почине, Хенри ще го наследи. Англичанинът обаче умира преди него (31 юли 1422) и не доживява да постави на главата си френската корона. Неговият едногодишен син Хенри VI е обвен за крал на Англия и на Франция, но повечето французи не приемат този факт. Те се укрепват в южните краища (т. нар. Кралство Бурж), решени да се бият докрай.
Когато умира, Хенри V оставя като регент на сина си своя брат Джон, херцог на Бедфорд. Джон е способен човек, който не само успява да задържи постигнатото във Франция, но и да го разшири. Неговите командири вече са спечелили битката при Краван през 1423 г. и са превзели повечето дофинистки крепости на север. Нужна е още една голяма победа, за да се върне английската увереност в крайния успех.

## Ход на сражението
Джон вижда като своя главна задача да овладее окончателно земите по река Лоара – провинциите Мен, Турен и Анжу. Те са богати и стратегически важни. Той събира внушителна за времето си армия от над 10 000 души – войници от гарнизоните в Нормандия и дошли от Англия. С тях на 11 август напуска Руан в посока към Иври, който англичаните обсаждат. Французите също правят усилие, за да свикат равностойна войска под знамената си. За пореден път през този век те се обръщат за помощ към шотландските си съюзници, други отряди идват от най-южните френски земи. Когато двете армии се доближават, френският главнокомандващ Жан, граф д'Омал свиква военен съвет. Шотландските генерали Арчибалд Дъглас и Джон Стюард, граф Бъчън (който вече се е бил с англичаните при Божé) настояват за битка, но Омал се противопоставя. Той предпочита да обсади Верньой, така че когато на 14 август Иври пада в английски ръце, Верньой е нещо като компенсация.
Като узнава за това, Джон ъф Бедфорд лично пристига в района на събитията. Шотландците (около 6700 души) отново притискат Омал за битка – те фанатично искат да се бият с омразните англичани. Той, придобил вече самочувствие, отстъпва и на 17 август заема съответните позиции. Английската армия (намалена до 9000 души) се подрежда в типични си ред – с рицарите в средата и стрелците с дълги лъкове по фланговете. Този ред вече се е доказал при Креси, Поатие и Азенкур и няма смисъл да се търсят изненади.
Битката започва към 4 часа следобед с настъпление на англичаните – Бедфорд от дясно, Томас Монтагю отляво. Французите бързо изпращат конницата си, която заварва стрелците неподготвени и успява да се вреже в редиците им. Френските рицари достигат чак до тила на противника, но са отблъснати оттам от оставените резервни части. За момент Бедфорд се оказва уязвим от флангова атака, но не се отказва от плановете си. Той вече се е ангажирал в изключително жестока битка, в която мъртъвците падат и от двете страни. Накрая успява да разкъса френски строй и да обърне част от армията им в бягство. Много от войниците, включително граф д'Омал попадат в близкия канал, където се издавят.
По другия фланг нещата за англичаните стоят по-зле. Италианските наемници притискат силите на Монтагю от самото начало, а после са подкрепени от дивите шотландци. Налага се резервите отново да се намесват, за да спасяват положението. И все пак, чак когато хората на Омал са разбити, Дъглас и Бъчън са обградени и в ожесточен бой са разбити. Загиват почти всички шотландци.

## Последици
Според Джон ъф Бедфорд хората му са избили общо 7200 от противниците си, докато самите те са дали само 1000 жертви. Това прави английската победа напълно категорична. Не е случайно, че загиват и всички командващи на съюзниците. След такова поражение земите на Дофина са оставени уязвими за нови нашествия и каузата му е поставена под въпрос. Някои историци отчитат, че населението на юга се е отчаяло и се е примирило със съдбата си. Бавно и методично англичаните напредват на юг, докато накрая всичко се свежда до отбраната на Орлеан. Там именно през 1428 г. се повява Жана д'Арк, благодарение на която ходът на военните действия се обръща.